# Den elaka vikarien
Den elaka vikarien är en barnbok för barn i lågstadie/mellanstadie-åldern skriven av Anders Fager och illustrerad av Daniel Thollin. Den handlar om en lågstadieskola som ringer in en diabolisk vikarie som förvandlar en lågstadieklass till monster. Boken är skriven på vers och full av brutal humor och splatter.
Boken gavs ut 2014 av Bonnier Carlsen som en del av serien "Lätt och läskigt". 
Vid sin publicering skapade boken en smärre debatt bland bokbloggare och barnbibliotekarier. Vissa menade att boken var direkt olämplig för barnbibliotek medan andra ansåg att den var felaktigt åldersklassad. I ett par fall valde skolbibliotekarier att gallra boken ur sitt bestånd på grund av bokens, i deras tycke, olämpliga våldsskildringar.